# NGC 4834
NGC 4834 (również PGC 44136) – galaktyka spiralna (Sbc), znajdująca się w gwiazdozbiorze Psów Gończych. Odkrył ją William Herschel 26 kwietnia 1789 roku. Jest to galaktyka z aktywnym jądrem typu LINER.